# Proteina fosfatasi 1
La proteina fosfatasi 1 (PP1) è una fosfatasi attivata dalla segnalazione intracellulare dell'insulina.
L'insulina, legandosi al proprio recettore tirosin-chinasi, attiva la via di trasduzione mediata da PI3K, che porta all'attivazione di akt, nota anche come PKB.
PKB, ora attivata è una serina/treonina/tirosina chinasi che fosforila la PP1, attivandola.
PP1, ora attivata, defosfotila PFK-2 / FBPase-2 (enzima bifunzionale), attivandone il dominio chinasico e inattivando quello della fosfatasi.
Ora PFK-2 fosforila il fruttosio 6P in posizione 2, generando fruttosio 2,6-bifosfato, attivatore allosterico della fosfofruttochinasi-1, che quindi dà il via alla la glicolisi.